# Perfil biofísico fetal

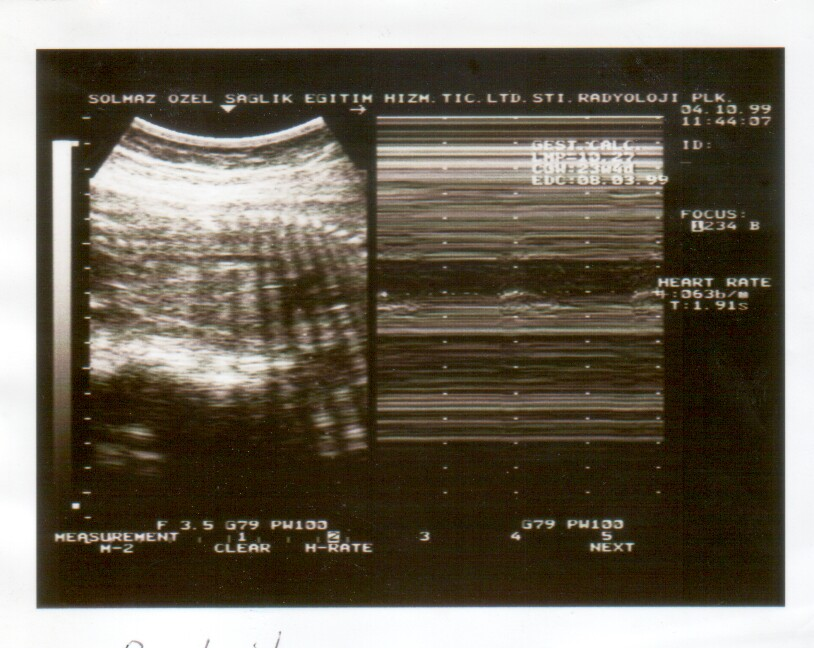
El perfil biofísico fetal se obtiene por ecografía en tiempo real, por lo general, con transductor de 3,5 MHz.

El perfil biofísico fetal es un método ecográfico basado en un sistema de puntuación, utilizado en medicina para determinar el bienestar de un feto durante un embarazo de alto riesgo.  Por lo general se indica cuando el test de reactividad fetal arroja resultados no reactivos, aunque un obstetra puede solicitar la valoración por otras causas. 
El perfil biofísico es una combinación de marcadores agudos y crónicos. La reactividad cardíaca fetal, los movimientos corporales fetales, los movimientos respiratorios y el tono fetal se describen como marcadores agudos, mientras que el volumen de líquido amniótico, junto con las características de la placenta se han considerado como marcadores crónicos. El objetivo del perfil biofísico fetal es de identificar oportunamente aquellos fetos con hipoxia y acidosis, con el fin de tomar la conducta perinatal más adecuada, evitando la muerte intrauterina y la morbilidad perinatal.

## Criterios
El perfil  biofísico consta de los siguientes cinco parámetros de estudio:
- El índice de líquido amniótico (ILA) Se toma después de la semana 25 de gestación. Valores normales: 8-18 cm. Se realiza en el bolsillo mayor (Se utiliza antes de la semana 25 de gestación) Valores normales: 2-5 cm
- El movimiento fetal. (3 movimientos en 30 minutos)
- El tono muscular y postura del feto (1 movimiento de extensión y flexión) Ejemplo: Abrir y cerrar el puño, brazos flejados
- Los movimientos respiratorios fetales, otro indicador de bienestar fetal. En realidad, el feto no respira, en el sentido de que no intercambia aire, pero la pared del tórax es expansible y se mueve de la misma manera que si estuviera respirando. (Movimientos constantes por más de 30 segundos en 30 minutos)
- Determinación de la actividad o reactividad cardíaca fetal, también conocida como una prueba de reactividad fetal, en el que la aceleración de la frecuencia cardíaca fetal se comparan, en el tiempo, con los movimientos fetales a ver si correlacionan. --> Este criterio se ve en el trazado de monitoría fetal. (2 aceleraciones en 20 minutos)

Cuando no se toma en cuenta el criterio de reactividad de la frecuencia cardiaca fetal el puntaje del perfil biofísico es sobre 8. 
PERFIL BIOFÍSICO MODIFICADO
NST (Non-stress) + EVA (Estimulación vibro-acústica) + ILA (Índice de líquido amniótico)

## Interpretación
Cada parámetro puede tener una puntuación máxima de 0, 1 o 2. Una puntuación perfecta sacaría 10 de los 10 puntos posibles y se interpreta como un correcto estado de bienestar fetal. Una puntuación de 6 o más probablemente amerite ser observado más de cerca por un especialista por estar en franco riesgo de hipoxia. Una puntuación menor de 5 puede indicar una hipoxia inminente y la seria posibilidad de tener que inducir el parto de inmediato.  Si se suman 8 puntos o más, es probablemente un embarazo estable, sugiriendo que a medida que se comprometen las variables biofísicas, empeora de manera progresiva las condiciones de vitalidad fetal intra-útero.